# Ернст Бауер
Ернст Бауер (нім. Ernst Bauer; 3 лютого 1914, Фюрт — 12 березня 1998, Зильт) — німецький офіцер-підводник, корветтен-капітан крігсмаріне, капітан-цур-зее бундесмаріне. Кавалер Лицарського хреста Залізного хреста.

## Біографія
1 квітня 1933 року вступив на службу у ВМФ. Після служби на легкому крейсері «Кенігсберг» в січні 1938 року переведений в підводний флот. Служив вахтовим офіцером на підводних човнах U-10 і U-37. З 20 квітня по 25 листопада 1940 року командував навчальним човном U-120. З 22 березня 1941 — командир U-126 (Тип IX-C), на якому здійснив 5 бойових походів (провівши в морі в цілому 391 день); районом дій Бауера були води біля узбережжя Африки і Карибське море. Всього за час бойових дій потопив 25 кораблів загальною водотоннажністю 119 010 тонн і пошкодив 4 кораблі водотоннажністю 31 304 тонни.
| Дата              | Назва корабля                            | Тип               | Тоннаж | Вантаж | Екіпаж | Загинули | Країна                | Конвой |
| ----------------- | ---------------------------------------- | ----------------- | ------ | --- | ------ | -------- | --------------------- | ------ |
| 20 липня 1941     | Canadian Star (пошкоджений)              | Торговий теплохід | 8,293  | Генеральні вантажі, державні товари і пошта | ?      | 0        | Британська імперія    |        |
| 27 липня 1941     | Erato                                    | Торговий пароплав | 1,335  | 732 тонни генеральних вантажів, 1200 тонн військових і морських товарів | 42     | 9        | Британська імперія    | OG-69  |
| 27 липня 1941     | Inga I                                   | Торговий пароплав | 1,304  | 1670 тонн вугілля і коксу | 19     | 3        | Норвегія              | OG-69  |
| 4 серпня 1941     | Robert Max                               | Вітрильник        | 172    | Тріска | 7      | 0        | Британська імперія    |        |
| 14 серпня 1941    | Sud                                      | Торговий пароплав | 2,589  | Баласт | 33     | 0        | Королівство Югославія | HG-70  |
| 10 жовтня 1941    | Nailsea Manor                            | Торговий пароплав | 4,926  | 6000 тонн військових товарів, включаючи 1000 тонн боєприпасів, пошти та LCT як палубний вантаж | 42     | 0        | Британська імперія    | OS-7   |
| 10 жовтня 1941    | HMS LCT-102 (палубний вантаж)            | LCT Mark 2        | 450    | | ?      | ?        | Британська імперія    |        |
| 19 жовтня 1941    | Lehigh                                   | Торговий пароплав | 4,983  | Баласт | 44     | 0        | США                   |        |
| 20 жовтня 1941    | British Mariner (безповоротно втрачений) | Паровий танкер    | 6,996  | Баласт | 51     | 3        | Британська імперія    |        |
| 13 листопада 1941 | Peru                                     | Торговий теплохід | 6,961  | 3001 тонна чавуну, 4184 тонни арахісу і 2082 тонни генеральних вантажів | 50     | 0        | Британська імперія    |        |
| 2 березня 1942    | Gunny                                    | Торговий пароплав | 2,362  | 3100 тонн марганцевої руди і червоного дерева | 26     | 14       | Норвегія              |        |
| 5 березня 1942    | Mariana                                  | Торговий пароплав | 3,110  | Цукор | 36     | 36       | США                   |        |
| 7 березня 1942    | Barbara                                  | Торговий пароплав | 4,637  | 4015 тонн генеральних вантажів | 85     | 26       | США                   |        |
| 7 березня 1942    | Cardonia                                 | Торговий пароплав | 5,104  | 81 тонна генеральних вантажів | 38     | 1        | США                   |        |
| 8 березня 1942    | Esso Bolivar (пошкоджений)               | Тепловий танкер   | 10,389 | 10 500 тонн прісної води, 500 тонн комісійних товарів і палубні вантажі (балони з ацетиленом) | 50     | 8        | Панама                |        |
| 9 березня 1942    | Hanseat                                  | Тепловий танкер   | 8,241  | Баласт | 38     | 0        | Панама                |        |
| 12 березня 1942   | Texan                                    | Торговий пароплав | 7,005  | 10 915 тонн генеральних вантажів | 47     | 10       | США                   |        |
| 12 березня 1942   | Olga                                     | Торговий пароплав | 2,496  | Баласт | 33     | 1        | США                   |        |
| 13 березня 1942   | Colabee (пошкоджений)                    | Торговий пароплав | 5,518  | 38 600 мішків цукру | 38     | 24       | США                   |        |
| 3 червня 1942     | Høegh Giant                              | Тепловий танкер   | 10,990 | Баласт | 39     | 0        | Норвегія              |        |
| 15 червня 1942    | Dutch Princess                           | Вітрильник        | 125    | | 9      | 0        | Британська імперія    |        |
| 16 червня 1942    | Arkansan                                 | Торговий пароплав | 6,997  | 9000 тонн генеральних вантажів, переважно кави | 40     | 4        | США                   |        |
| 16 червня 1942    | Kahuku                                   | Торговий пароплав | 6,062  | 7100 тонн генеральних вантажів, включаючи крани, трактори та будівельну техніку | 109    | 17       | США                   |        |
| 27 червня 1942    | Leiv Eiriksson                           | Тепловий танкер   | 9,952  | 14 366 тонн мазуту | 44     | 4        | Норвегія              |        |
| 29 червня 1942    | Mona Marie                               | Вітрильник        | 126    | Порожні бочки для нафти | 8      | 0        | Канада                |        |
| 1 липня 1942      | Warrior                                  | Торговий пароплав | 7,551  | 10 080 тонн загальновійськових припасів та палива | 56     | 7        | США                   |        |
| 3 липня 1942      | Gulfbelle (пошкоджений)                  | Паровий танкер    | 7,104  | Баласт (вода) | 49     | 3        | США                   |        |
| 1 листопада 1942  | George Thatcher                          | Торговий пароплав | 7,176  | 4005 тонн армійських машин швидкої допомоги, вантажівок, бензину в барабанах і дорожньо-будівельної техніки                                                                                             | 66     | 18       | США                   |        |
| 4 листопада 1942  | Oued Grou                                | Торговий пароплав | 792    | Баласт | 39     | 5        | Британська імперія    |        |
| 5 листопада 1942  | New Toronto                              | Торговий пароплав | 6,568  | 8000 тонн африканської продукції, включаючи зерна, насіння, 240 тонн бавовни, 140 тонн пальмової олії, 45 тонн капока, 23 тонни вольфраму, 12 тонн олова, 75 корів, 3 ящики з золотом і 10 мішків пошти | 89     | 4        | Британська імперія    |        |

З 28 лютого 1943 року — офіцер з навчальної підготовки 27-ї флотилії підводних човнів. З жовтня 1944 року — командир 27-ї, а в останні дні війни — 26-ї флотилії. В 1955 році вступив на службу у ВМФ ФРН, займав штабні посади. В 1972 вийшов у відставку.

## Звання
- Кандидат в офіцери (1 квітня 1933)
- Морський кадет (23 вересня 1933)
- Оберфенріх-цур-зее (1 квітня 1936)
- Лейтенант-цур-зее (1 жовтня 1936)
- Оберлейтенант-цур-зее (1 червня 1938)
- Капітан-лейтенант (1 березня 1941)
- Корветтен-капітан (5 квітня 1945)
- Фрегаттен-капітан (1 квітня 1956)
- Капітан-цур-зее (1 квітня 1956)

## Нагороди
- Медаль «За вислугу років у Вермахті» 4-го класу (4 роки)
- Залізний хрест
  - 2-го класу (8 листопада 1939)
  - 1-го класу (1 серпня 1941)
- Нагрудний знак підводника (8 листопада 1939)
- Нагрудний знак есмінця (19 жовтня 1940)
- Двічі відзначений у Вермахтберіхт (30 липня 1941 і 15 березня 1942)
- Лицарський хрест Залізного хреста (16 березня 1942)
- Хрест Воєнних заслуг
  - 2-го класу з мечами (20 липня 1944)
  - 1-го класу з мечами (1 квітня 1945)
- Орден «За заслуги перед Федеративною Республікою Німеччина», офіцерський хрест (10 листопада 1971)